# 上海市杨浦区平凉路第四小学
上海市杨浦区平凉路第四小学，简称平凉路四小或平四小学，是位于上海市杨浦区平凉路2767弄5号的一所小学，除了正常的小学教育以外，平四小学最出名的是足球训练的传统，许多上海队和中国国家队的球员曾在这里开始了足球生涯。

## 历史
学校的前身是创办于1936年的上海市公大纱厂子弟小学校，1959年改用现名。

## 著名毕业生
- 李龙海
- 鞠李瑾
- 贾春华
- 刘军
- 申思
- 虞伟亮
- 黄震华
- 刘谢栋
- 孙吉
- 孙祥
- 王佳玉